# Hugo Elmqvist
Carl Hugo Magnus Elmqvist, född 13 oktober 1862 i Karlshamn, död 24 februari 1930 i Stockholm, var en svensk skulptör och konstgjutare. 
Hugo Elmqvist studerade först konsthantverk och därefter vid Kungliga Konsthögskolan i Stockholm 1888–1892. Därefter vidareutbildade han sig i Paris och Italien, där han senare även var bosatt en tid. Bland hans offentliga arbeten kan nämnas Ragnar Lodbrok som finns på Skansen i Stockholm samt Ålderdomen och Gryning på Nationalmuseum. Mest känd blev han dock för sina patinerade bronsvaser, dekorerade med växtslingor och djur. Vid sin verkstad i Stockholm, Aktiebolaget Elmqvistska gjutningsmetoden (bildat 1903), uppfann han en gjutningsmetod som uppkallats efter honom.
Hugo Elmqvist var gift med målaren Erna Wichmann och far till konstgjutaren Orvar Elmqvist, Helga Elmqvist-Cau och Idina Elmqvist-Christiansen.